# Port lotniczy Senaki
Port lotniczy Senaki – port lotniczy zlokalizowany w mieście Senaki (Gruzja). Używany jest obecnie do celów wojskowych.